# Der junge Medardus
Der junge Medardus ist eine dramatische Historie in einem Vorspiel und fünf Aufzügen von Arthur Schnitzler, die am 24. November 1910 im Burgtheater in Wien unter der Regie von Hugo Thimig erfolgreich uraufgeführt wurde. Das Stück wurde in dem Hause bis 1932 gespielt. Am 27. März 1914 erhielt der Autor für das Drama den Raimund-Preis.
Der junge Medardus, ein verhinderter Held vom Typ eines Herrn von Hamlet, richtet seine letzte Heldentat gegen sich selbst und kommt dabei um.

## Entstehungsgeschichte
Schnitzler schrieb das Drama anlässlich des 100. Jahrestages der Schlacht bei Aspern. Das Stück handelt vom Mai bis Oktober 1809 in und um Wien. Am 13. Mai 1809 nimmt Napoleon Wien ein. Fünf Monate später, am 13. Oktober, scheitert in Schönbrunn ein Attentat des jungen Deutschen Friedrich Stapß auf den Kaiser der Franzosen. Beide Ereignisse nimmt Schnitzler als Eckpfeiler seines Dramas. Der Wiener Hof reagierte feindselig auf das Stück. Schnitzler musste auf Verlangen der Zensur die herzogliche Emigrantenfamilie Berry in Valois umbenennen. Die Episoden um das Wiener Emigrantenhaus Valois hat Schnitzler frei erfunden. Der Autor verwendete zur Darstellung Wiener Bürger Tagebucheintragungen aus Caroline Pichlers "Denkwürdigkeiten aus meinem Leben".

## Inhalt
Die Familie Valois hält sich in der Nähe von Wien im österreichischen Exil auf. Der 20-jährige François, Prinz von Valois, will Agathe ehelichen. Das junge Mädchen ist die Tochter der bürgerstolzen Wiener Buchhändlerswitwe Franziska Klähr. Dem Prinzen wird die Erlaubnis zu der Heirat von seiner Familie verweigert. Die Valois erheben Anspruch auf den französischen Thron. François und Agathe fassen sich an den Händen und gehen in die Donau. Der 21-jährige Landwehrmann Medardus Klähr, Bruder der Toten, begegnet auf der Beerdigung des Liebespaares der Prinzessin Helene von Valois. Das ist die 20-jährige Schwester von François. Medardus teilt die vaterländische Gesinnung und den Hass auf Napoleon mit seiner Mutter. Eigentlich haben die Bürgerfamilie Klähr und die Herzogsfamilie Valois den angriffslustigen Korsen als gemeinsamen Feind. Doch ein Eklat schafft böses Blut. Helene beleidigt am Doppelgrabe die Tote. Medardus, der die Familie Valois für den Tod der Schwester verantwortlich macht, gibt Helene auf der Stelle die gebührende Antwort. Daraufhin verspricht Helene ihrem Vetter Bertrand, dem Marquis von Valois, die Ehe, falls er Medardus im Duell tötet. Der Heißsporn Medardus hat Glück. Er wird vom Marquis lediglich lebensgefährlich verletzt. 
Helene trauert um den Bruder. Nun, da er die Welt verlassen hat, sind die Hoffnungen der Familie auf den französischen Thron dahin. Helene zieht Erkundigungen über den Verletzten ein. Sie schickt ihr Kammermädchen in die Wohnung der Klährs. Medardus will sich bei der schönen Prinzessin für den Tod seiner Schwester rächen und möchte nebenbei mit Helene "ein paar wunderbare Nächte haben". Die bekommt er. Medardus meldet sich, als er von Helenes Trauungsabsicht erfährt, freiwillig für einen Ausfall aus der Festung Wien gegen die anrückenden napoleonischen Truppen. Dies hält er für den Weg, auf der Hochzeit Helenes zu erscheinen. Helene wohnt außerhalb der Mauern Wiens. Medardus weiß selbst nicht recht, ob er von Liebe oder Hass angetrieben wird. Sterben will er jedenfalls. Helene, die die Valois doch noch auf den französischen Thron bringen möchte, will Medardus vor ihren Karren spannen. Napoleon, der Wien inzwischen eingenommen hat, residiert in Schönbrunn. Helene dringt zu ihm vor, um die kaiserliche Erlaubnis der Rückkehr der Familie Valois nach Frankreich zu erbitten. Unter den Wienern gilt Helene bald als eine der Geliebten Napoleons. Medardus soll Napoleon im Auftrag Helenes umbringen. Der junge Wiener hasst den Eroberer und hatte bereits mit Attentatsgedanken gespielt. Doch in Medardus, dem "Rächer seines Vaterlandes" Österreich, ist auf einmal etwas zerbrochen. Er will nicht das Werkzeug der Valois sein. So geschieht es. Am Vorabend des Friedensschlusses, den Napoleon den Österreichern diktiert, hält der Korse im Schlosshof von Schönbrunn eine Parade ab. Die Wiener Bevölkerung hat Zugang zu dieser Demonstration militärischer Stärke. Medardus schleicht sich die Schlosstreppe hinauf in Richtung Napoleon und auch in Richtung Helene. Der junge Medardus, dem Helene in die Quere kommt, erdolcht die junge Frau und wird inhaftiert. Napoleon möchte Medardus die Freiheit schenken. Immerhin hat der Attentäter eine Frau aus dem Weg geräumt, deren Familie auf den französischen Thron strebt. Medardus entgegnet auf das überraschende Angebot, er habe Napoleon ums Leben bringen wollen. Bei der Behauptung bleibt er und wird dafür von den Franzosen erschossen.
Parallel zu dieser tragischen "Liebesgeschichte" stellt Schnitzler noch die Wiener Bürger auf die Bühne. Geschildert wird deren Kampf gegen Napoleon. Genauer, Schnitzler stellt das klägliche Versagen der Bürger dar. Es gibt jedoch zwei Ausnahmen. Frau Franziska Klährs Bruder, der Sattlermeister Jakob Eschenbacher, ein 50-jähriger Hauptmann der bürgerlichen Grenadiere, bezahlt seine Zivilcourage – noch nach der Kapitulation – mit dem Leben. Er wird von den Franzosen standrechtlich erschossen. Und dann ist die Anna Berger, eine junge Drechslermeisterstochter, die Freundin des jungen Medardus. Als Medardus Helene, in deren Adern königliches Blut fließt, lieben gelernt hat, kümmert er sich überhaupt nicht mehr um Anna. Das Mädchen meldet sich ins Spital. Sie ist dem anstrengenden Dienst nicht gewachsen und stirbt infolge Überarbeitung und Kummer. Ihre Eltern sind aus anderem Holze geschnitzt. Beide beherrschen nach anfänglicher Kriegsbegeisterung die Kunst des Rückzugs. Zu den Opportunisten müssen zudem noch der Herr und die Frau Föderl gerechnet werden. Deren Stimmung wechselt von anfänglicher Sensationslust endlich zu ängstlicher Bedenklichkeit. Noch viel erbärmlicher ist der Auftritt des 28-jährigen Delikatessenhändlers Wachshuber anzuschauen. Beim Anrücken des französischen Feindes auf Wien geht er ins Zeughaus, bewaffnet sich dort schwer und erschlägt im Schutz des Pöbels – gleichsam auf dem Gipfelpunkt der im Stück vorgeführten Wiener "Gegenangriffe" – einen französischen Kurier. Nach der österreichischen Kapitulation wechselt Wachshuber die Fronten und dient sich den Siegern als Denunziant an. Rachsüchtig verrät er Eschenbacher.

## Zitat
Helene: "Wie werden wir glücklich sein!"
Medardus: "Glücklich! - Das werden wir nicht... Wir haben zu viel zu vergessen!... Du und ich! - Kein Glück für uns, Helene... Rausch... Traum... Tod."

## Rezeption
Zeitgenossen
- Beinahe den ganzen Medardus liest Schnitzler am 1. November 1909 einigen Freunden vor.[18] Hofmannsthal erwidert[19]: Die starke Handlung, getragen von Helene und Medardus, bedürfe eigentlich gar nicht der historischen Untermalung durch die Ereignisse vom Sommer 1809.
- Brandes[20][21] registriert die Gesellschaftskritik, wie sie sich zum Beispiel in der "lässigen Frivolität" der dargestellten Wiener "Spießbürger" artikuliert.

"Komödie des Heroischen"
- Perlmann analysiert: Weil sich Medardus zunächst mit Helene einlässt, statt sie für ihre Schmähung am Doppelgrabe zu strafen und so seine Schwester zu rächen, werde er schrittweise desillusioniert und gerate in eine Persönlichkeitskrise. Guthkes "Geschichte und Poetik der deutschen Tragikomödie" wird zitiert, nach der Medardus als "verhinderter Held" erscheint. Erst behindert sein Verhältnis mit Helene die Rache an der Familie Valois und dann lenkt sein Hass auf Helene auch noch das vorgesehene Attentat von Napoleon auf die Geliebte um.[22] Nachdem der verhasste Kaiser der Franzosen überlebt hat, sähe Medardus im Gefängnis nur noch einen Ausweg. Er richte seinen Heldenmut gegen sich selbst und gehe dabei unter.[23] Schnitzler stelle die "blauäugige Kleinbürgerfamilie" Klähr der intriganten, mordgierigen Herzogsfamilie Valois gegenüber.[24]

Gesellschaftskritik
- Eigentlich werde ein "rückgratloses Volk" bloßgestellt.[25]
- "Kleinmütige" Wiener erleben fast tatenlos eine "nationale Katastrophe" und verhalten sich ähnlich wie das Publikum eines Schauspiels - eines "Kriegsschauspiels".[26]

Bau
- Sprengel erkennt als Thema des Stücks die problematische Verkopplung der Liebesgeschichte mit dem historischen Ereignis.[27]
- Béla Balázs legt den Finger genau auf die wunden Stellen, wenn er fragt: "Was geschah eigentlich in der ersten Liebesnacht des Medardus? Warum will Prinzessin Helene die Hunde auf ihn hetzen? Liebt sie ihn? Oder gebraucht sie ihn bloß als Werkzeug? Wir kennen uns bis zum Schluß nicht aus."[28]
- Schnitzler entdecke die "Theatralität des Körpers" neu - Kavallerie presche über die Bühne.[29]

Literaturhinweise
- Perlmann[30] nennt drei weiterführende Arbeiten (Francoise Derré 1968, Richard H. Allen 1970, Reinhard Urbach 1974).

## Verfilmung
- Der junge Medardus (Young Medardus, Le Jeune Medardus): Regie: Mihaly Kértesz. Drehbuch: Ladislaus Vajda. Stummfilm, Österreich, 5. Oktober 1923[31], Sascha-Film-Industrie AG, Wien. Mit Mihály Várkonyi, Mary Stone, Franz Glawatsch, Maria Hegyesi und Anny Hornik.

Wolf zitiert unter anderem Stellungnahmen Schnitzlers zum teilweise sorglosen Umgang der zeitgenössischen Filmgesellschaften mit seinem Original-Text.

## Inszenierungen
1950 gab es am Wiener Volkstheater eine Aufführung unter der Regie von Paul Barnay und im Bühnenbild von Gustav Manker mit Hans Jaray (Medardus), Karl Skraup (Uralter Herr), Otto Woegerer (Eschenbacher), Hildegard Sochor (Anna), Erich Auer (François), Martha Wallner (Agathe), Dagny Servaes (Klähr)
12. Januar 1950, Volkstheater

## Hörspiele
- 1926: Der junge Medardus; Regie: Hermann Beyer; mit Lotte Schloß, Margarethe Arnold, Karl Pündter u. v. a.; Live-Sendung am 6. Februar 1926; Produzent: NORAG
- Eintrag 40 in: Hörspiele (Memento vom 5. Dezember 2008 im Internet Archive)
- "Der junge Medardus". Erstsendung am 3. November 1949. Regie: Walter Davy. Rot-Weiß-Rot Studio Wien.